# Der Hutmacher und sein Schloß
Der Hutmacher und sein Schloß (Originaltitel: Hatter’s Castle) ist ein 1941 entstandenes britisches Filmdrama von Lance Comfort mit Robert Newton, Deborah Kerr, James Mason und Emlyn Williams. Die Geschichte basiert auf dem Roman Hatter’s Castle (1931) von A. J. Cronin.

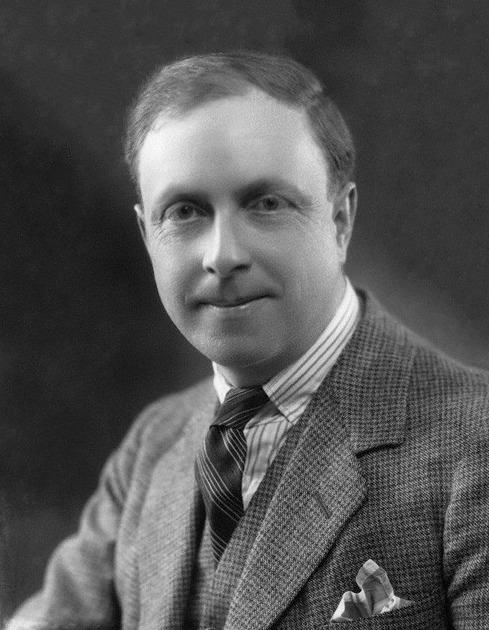
Lieferte die Romanvorlage: A. J. Cronin (im Erscheinungsjahr 1931)

## Handlung
Großbritannien in den 1890er Jahren. In einem schottischen Dorf herrscht der angesehene Hutmacher James Brodie auf despotische Weise über seine Firma und seine Familie. Alle fürchten seine Boshaftigkeit und seine Tyrannei, die letztlich darauf fußt, dass er verzweifelt darauf bedacht ist, der allgegenwärtigen Armut zu entkommen. Mit steigendem Einkommen giert er mehr und mehr nach Anerkennung in der viktorianischen Ständegesellschaft. Jeder hat sich der Gewaltherrschaft in Brodies kleinem Reich zu beugen, seine unterwürfige Ehefrau ebenso wie die noch recht junge Tochter Mary, der er eine Beziehung zu dem ambitionierten Arzt Dr. Renwick untersagt. Als sich Mary nicht fügen will, wirft der alte Brodie sie kurzerhand aus seinem Haus.
Aber im Lauf der Zeit zerfällt die Familie: Mary gilt nach einem Zugunglück als mutmaßlich tot, Brodies Gattin erliegt einer Krebserkrankung und sein labiler Sohn erwägt ernsthaft, den Alten zu ermorden, um der Tyrannenherrschaft daheim ein Ende zu bereiten. Dann verlässt James Brodies Geliebte Nancy ihn auch noch, und in einem nebenan neu eröffneten Hutgeschäft erwächst ihm starke Konkurrenz, die seine Kundschaft magnetisch anzieht. Der Freitod seines Sohnes lässt Brodie allmählich dem Wahnsinn verfallen, und in einem lichten Moment tiefgehender Selbsterkenntnis muss der von Ehrgeiz zerfressene Hutmacher erkennen, dass diejenigen Dinge, denen er sein Leben lang mit unbarmherzigem Eifer nachgerannt sind, in Wahrheit unwichtig sind. Daraufhin brennt er, was ihm alles bedeutet hat nieder: seinen Familienbesitz “Hatter’s Castle”, das titelgebende Anwesen des Hutmachers.

## Produktionsnotizen
Der Hutmacher und sein Schloß entstand in der Spätphase der Luftschlacht um England in den Denham Film Studios und wurde am 12. November 1941 in London erstmals gezeigt. Massenstart war am 2. Februar 1942. In Deutschland feierte der Film seine Premiere am 22. Dezember 1982 im Dritten Programm des Bayerischen Rundfunks.
James A. Carter entwarf die Filmbauten.

## Wissenswertes
Erstaunlicherweise waren an diesem urbritischen Stoff eine Reihe deutschsprachiger Filmexilanten beteiligt, neben dem Produzenten Isidor Goldschmidt auch die Drehbuchautoren Paul Merzbach und Rudolf Bernauer sowie Kameramann Mutz Greenbaum. Für Merzbach war dies der letzte Filmbeitrag, er starb 1943.

## Kritiken
Der kommerziell sehr erfolgreiche Film fand zum Teil recht wohlwollende Aufnahme bei der Kritik:
In Variety hieß es: „Hier ist ein Film, falls es jemals einen gab, der die überragende Leistung eines Schauspielers am besten widerspiegelt. Der Schauspieler, Robert Newton, missachtet die Tradition und spielt die Hauptrolle des Mannes ohne Bombast oder jegliche Art von Sprachfeuerwerk. In der Filmversion von A.J. Cronins Bestseller gibt es kaum etwas, das nicht bereits abgestanden ist, und die Handlung verläuft entlang stereotyper Linien zu einem offensichtlichen Abschluss. Nichtsdestotrotz künstlerisch inszeniert, fotografiert und gespielt. Die Hauptdarstellerin ist Deborah Kerr, liebenswert und aufrichtig als Tochter; die jugendliche Hauptrolle des Dr. Renwick wird zurückhaltend von James Mason gespielt“.
Der Movie & Video Guide stellte vor allem die „gute Besetzung“ heraus.
Halliwell‘s Film Guide sah in dem Film ein „unterhaltsames Zeitdrama mit einer ungezügelten Star Perforance“ Robert Newtons.

„Ein psychologisierendes Melodram nach dem Hauptwerk von A.J. Cronin, das einfühlsam und stilsicher übertragen wird. Atmosphärisch dicht, von Robert Newton in der Hauptrolle zu einer hervorragenden Charakterstudie verdichtet.“

Auf cinema.de heißt es: „Eine hervorragende britische Produktion, die nicht nur glänzend besetzt und gespielt ist, sondern auch in punkto Ausstattung nichts zu wünschen übrig lässt. (…) Besonders Robert Newton als despotisches Familienoberhaupt machte Eindruck, so sprach The Observer von einer „atemberaubenden Tour de force, die länger in Erinnerung bleiben wird als so mancher bessere Film“.“